# 周涵
周涵（1975年1月—），江苏无锡人，前中共中央政治局常委兼中央政法委书记周永康与第一任夫人王淑华所生次子，周滨之胞弟。

## 生平
周涵1975年1月出生于江苏无锡，是中国石油大学（北京）的硕士研究生，并在美国新泽西州的凯姆登郡学院（Camden County College）留学。回国后在北京华油天然气有限公司工作。2006年9月周涵获得工程师职称，行政级别是副处长。此后他从四川回到北京，进入中国石油股份有限公司北京油气调控中心担任自动化与通信处的副处长，后来又升任党办主任。其直接上司张伟，是周滨的校友师兄，妻子朱莉萍与詹敏利、周滨的生意圈子关系密切。
在生母王淑华逝世后，父亲周永康与第二任妻子贾晓烨结婚，周涵与父亲周永康产生嫌隙，往来变少，甚至拒见父亲。对于其生母逝世原因，媒体报导称周永康涉嫌设计车祸将其害死。
2013年底，周涵和妻儿持合法签证抵美避难。